# بارش سنگین ابر

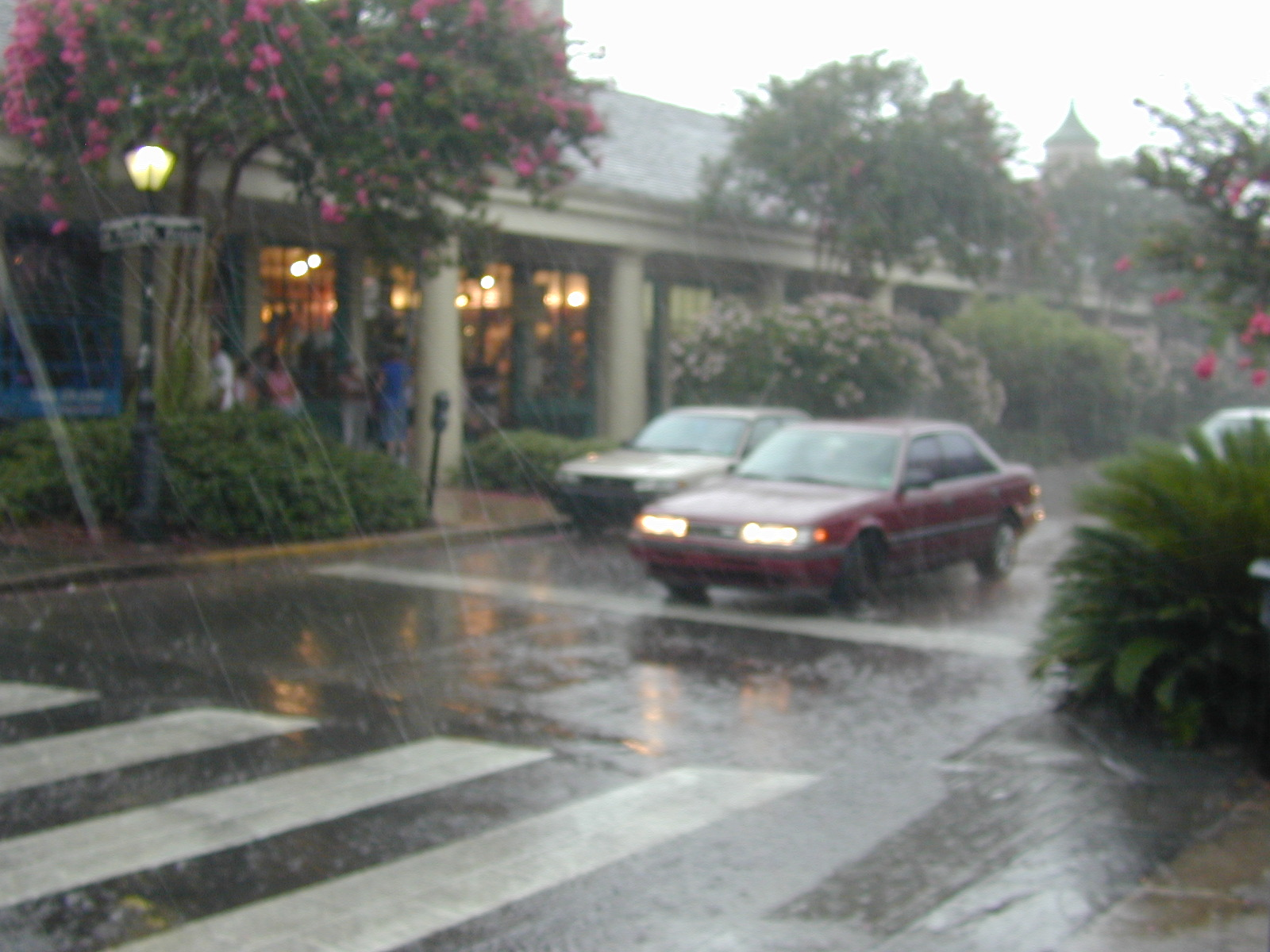
بارش سنگین ابر (پُکش ابر) در نیواورلئان

بارش سنگین ابر (به انگلیسی: Cloudburst) که گاهی به آن رگبار نیز گفته می‌شود، بارندگی‌هایی با حجم زیاد است که در زمان اندکی اتفاق می‌افتد و گاهی با تگرگ و تندر همراه می‌شود. بارش سنگین ابر می‌تواند موجب بروز سیل شود. در برخی از حوضه‌های آبریز که در آنها توجهی به مسائل آبخیزداری نشده است، این نوع بارش می‌تواند سبب بروز سیلاب‌های ویرانگر شود.
بارش سنگین ابر می‌تواند به سرعت مقادیر زیادی آب را تخلیه کند، به عنوان مثال ۲۵ میلی‌متر بارندگی معادل ۲۵٬۰۰۰ تن آب در هر کیلومتر مربع (۱ اینچ بارندگی معادل ۷۲٬۳۰۰ تن کوچک آب در هر مایل مربع) است. با این حال، بارش‌های سنگین ابری نادر هستند زیرا فقط از طریق بالابری کوهساری رخ می‌دهند یا گهگاه در زمانی که یک بسته هوای گرم با هوای سردتر مخلوط شده و که منجر به میعان ناگهانی می‌شود. گاهی وجود مقدار زیادی رواناب از ارتفاعات بالاتر به اشتباه با بارش سنگین ابر یکسان انگاشته می‌شود.
اصطلاح "cloudburst" که معنای تحت‌اللفظی آن پُکش ابر، انفجار ابر یا ابرپُکش است، از این تصور ناشی شده که ابرها شبیه بادکنک‌هایی از آب هستند که می‌توانند منفجر شده و منجر به بارش سریع شوند. اگرچه این ایده از آن زمان رد شده، اما این اصطلاح همچنان در حال استفاده است.

## ویژگی‌ها
میزان بارندگی برابر یا بیشتر از ۱۰۰ میلیمتر (۳٫۹ اینچ) در ساعت یک بارش سنگین ابر محسوب می‌شود. با این حال، تعریف‌های مختلفی برای این پدیده استفاده می‌شود. به عنوان مثال سرویس هواشناسی سوئد (SMHI) اصطلاح سوئدی "skyfall" را به عنوان ۱ میلیمتر (۰٫۰۳۹ اینچ) بارندگی در دقیقه برای بارش‌های سنگین کوتاه و بارندگی ۵۰ میلیمتر (۲٫۰ اینچ) در ساعت را برای بارش‌های سنگین طولانی‌تر تعریف می‌کند. ابر همرفتی مرتبط با بارش سنگین می‌تواند تا ارتفاع ۱۵ کیلومتر (۹٫۳ مایل) از سطح زمین گسترش یابد.
در بارش سنگین ابر، ممکن است در چند دقیقه بیش از ۲۰ میلیمتر (۰٫۷۹ اینچ) باران ببارد. نتایج پکش ابرها می‌تواند فاجعه‌آمیز باشد. بارش‌های سنگین ابر همچنین مسئول ایجاد سیل ناگهانی هستند.
بارندگی‌های سریع از ابرهای کومولونیمبوس به دلیل فرایند بارش لانگمویر امکان‌پذیر است، که در آن قطره‌های بزرگ می‌توانند از طریق انعقاد با قطره‌های کوچک‌تر که به آرامی فرو می‌ریزند، به سرعت رشد کنند. ضروری نیست که بارش سنگین ابر تنها زمانی رخ دهد که ابر با جسم جامدی مانند کوه برخورد می‌کند، این بارش‌های سنگین همچنین می‌توانند زمانی اتفاق بیفتند که بخار آب داغ با سرما مخلوط شده و منجر به میعان ناگهانی می‌شود.

## تشخیص و پیش‌بینی
در حالی که ماهواره‌ها در تشخیص سامانه‌های بزرگ‌مقیاس وضع هوا و بارندگی بسیار مفید هستند، قدرت تفکیک رادارهای بارندگی این ماهواره‌ها معمولاً کوچک‌تر از مساحت بارش‌های سنگین ابری است و از این رو شناسایی نمی‌شوند. مدل‌های پیش‌بینی وضع هوا نیز در شبیه‌سازی ابرها با وضوح بالا با چالش مشابهی روبرو هستند. پیش‌بینی ماهرانه بارندگی در مناطق تپه‌ای به‌دلیل عدم قطعیت در تعامل بین همگرایی رطوبت و زمین تپه‌ای، خُردفیزیک اَبر و سازوکارهای گرمایش-سرمایش در سطوح مختلف جوّی، همچنان چالش‌برانگیز است.

## رکوردهای بارش سنگین ابر
| مدت       | بارندگی                    | موقعیت                                        | تاریخ          |
| --------- | -------------------------- | --------------------------------------------- | -------------- |
| ۱ دقیقه   | ۳۸٫۱۰ میلیمتر (۱٫۵ اینچ)   | باس-تر، گوادلوپ                               | ۲۶ نوامبر ۱۹۷۰ |
| ۵٫۵ دقیقه | ۶۱٫۷۲ میلیمتر (۲٫۴۳ اینچ)  | Port Bell، پاناما                             | ۲۹ نوامبر ۱۹۱۱ |
| ۱۵ دقیقه  | ۱۹۸٫۱۲ میلیمتر (۷٫۸ اینچ)  | پلامب پوینت، جامائیکا                         | ۱۲ مه ۱۹۱۶     |
| ۲۰ دقیقه  | ۲۰۵٫۷۴ میلیمتر (۸٫۱ اینچ)  | کورتا ده ارجش، رومانی                         | ۷ ژوئیه ۱۹۴۷   |
| ۴۰ دقیقه  | ۲۳۴٫۹۵ میلیمتر (۹٫۲۵ اینچ) | گینی، ویرجینیا، ویرجینیا، ایالات متحده آمریکا | ۲۴ اوت ۱۹۰۶    |
| ۱ ساعت    | ۲۵۰ میلیمتر (۹٫۸۴ اینچ)    | له، لداخ، هند                                 | ۵ اوت ۲۰۱۰     |
| ۱٫۵ ساعت  | ۱۸۲ میلیمتر (۷٫۱۵ اینچ)    | پونه، مهاراشترا، هند                          | ۴ اکتبر ۲۰۱۰   |
| ۲ ساعت    | ۱۰۰ میلیمتر (۳٫۹۴ اینچ)    | پیتوراگره، اوتاراکند، هند                     | ۱ ژوئیه ۲۰۱۶   |
| ۵ ساعت    | ۳۹۰ میلیمتر (۱۵٫۳۵ اینچ)   | لا پلاتا، بوئنوس آیرس، آرژانتین               | ۲ آوریل ۲۰۱۳   |
| ۱۰ ساعت   | ۱٬۴۴۸ میلیمتر (۵۷٫۰۰ اینچ) | بمبئی، مهاراشترا، هند                         | ۲۶ ژوئیه ۲۰۰۵  |
| ۱۳ ساعت   | ۱٬۱۴۴ میلیمتر (۴۵٫۰۳ اینچ) | فوک-فوک، رئونیون                              | ۸ ژانویه ۱۹۶۶  |
| ۲۰ ساعت   | ۲٬۳۲۹ میلیمتر (۹۱٫۶۹ اینچ) | دلتای گنگ، بنگلادش/هند                        | ۸ ژانویه ۱۹۶۶  |
| ۲۴ ساعت   | ۲٬۳۲۹ میلیمتر (۹۱٫۶۹ اینچ) | Cilaos، رئونیون                               | مارس ۱۹۵۲      |